# Andrej Kolkoetin
Andrej Kolkoetin (Russisch: Андрей Колкутин) (Smoljaninovo (kraj Primorje), 1957) is een Russische kunstschilder.

## Leven
Kolkoetin studeerde tot 1982 aan het Repin-Kunstinstitut in Leningrad. Hij woont en werkt in Naltsjik in Rusland.

## Musea met werken van de kunstenaar
Onder andere in de onderstaande kunstinstellingen en verzamelingen zijn werken van Kolkoetin opgenomen.
- Tretjakovgalerij in Moskou
- Staatsmuseum van Kabardië-Balkarië in Naltsjik
- Fotogalerij van Wolgograd
- Kunstmuseum van Toela
- Kastrupgårdsamlingen in Kopenhagen
- Moskovijabankverzameling
- Inkombankcollectie in Moskou
- Stolytsjnybankverzameling in Moskou
- Museum en Tentoonstellingscentrum ‘Olympus’ in Moskou